# Tenagomysis tanzaniana
Tenagomysis tanzaniana är en kräftdjursart som beskrevs av Mihai Bacescu 1975. Tenagomysis tanzaniana ingår i släktet Tenagomysis och familjen Mysidae. Inga underarter finns listade i Catalogue of Life.